# Oskar Theodor
Oskar Theodor, född 3 oktober 1898 i Königsberg, död 17 november 1987 i Israel, var en israelisk entomolog som specialiserade sig på tvåvingar.
Oskar Theodor var sionist och flyttade när han var 21 år gammal till Brittiska Palestinamandatet efter att ha tjänstgjort ett år i den tyska armén under första världskriget. År 1928 återvände han till Königsberg och fullgjorde sin Ph.D. inom entomologi vid Königsbergs universitet.
År 1931 publicerade han nya metoder för klassificeringen av tvåvingesläktet Phlebotomus. Tillsammans med Saul Adler studerade han under 15 år leishmaniasis, en sjukdom som sprids med parasiter via värddjuret sandmyggor. Detta gjordes främst genom studier av arten Leishmania tropica med fokus på dess livscykel och överföring. De visade bland annat att Phlebotomus papatasi var den vektor som möjliggör överföring av Leishmania tropica till människan. Efter att ha gått i pension tillbringade Oskar Theodor mycket av sin tid med att studera familjerna Asilidae och Bombyllidae. 